# Чхве Джи Хён
Чхве Джи Хён (кор. 최지현, (англ. Choi Ji Hyun р. 9 марта 1994 года в Чхонджу, провинция Чхунчхон-Пукто) — южнокорейская шорт-трекистка, чемпионка мира 2019 года.

## Биография
Чхве Джи Хён начала заниматься шорт-треком в возрасте 10 лет, в 3-м классе начальной школы Пэкян-ро в Чхонджу по совету её старшего брата. В 2006 году, когда она была в 5-м классе, вся семья переехала в Сеул для того, чтобы Джи Хён могла больше тренироваться. Родители её никогда не ругали и всегда подбадривали. 
В марте 2009 года выиграла в беге на 500 м и 3000 м на национальном турнире мэра Соннам, а в сентябре на 23-м Национальном чемпионате по шорт-треку среди мальчиков и девочек она выиграла 5 золотых медалей и 1-е место в общем зачёте. 
В 2010 году попала в юниорскую национальную сборную и на чемпионате мира в Тайбэе она выиграла на всех дистанциях, взяла пять золотых наград, в том числе стала абсолютной чемпионкой. На следующий год заняла 3-е место в общем зачёте на Зимних играх в Новой Зеландии. 
В сезоне 2012/13 годов её выбрали в состав национальной сборной для участия в кубке мира, в марте 2013 на чемпионате мира в Будапеште была в составе эстафетной команды, которая заняла 4-е место, а в декабре на зимней Универсиаде в Трентино Чхве вместе с партнёршами победили в эстафете.
В сезоне 2016 года в эстафете одержала четыре победы на этапах кубка мира в Торонто, Шанхае, Монреале и Нагое. В 2018 году она вновь отобралась в состав национальной сборной и смогла на кубке мира выиграть несколько подиумов. В марте 2019 года на чемпионате мира в Софии завоевала золотую медаль в эстафетной гонке вместе с Чхве Мин Джон, Сим Сок Хи, Ким Джи Ю и Ким Гён Хи. В марте 2020 года из-за пандемии коронавируса все соревнования были отменены до неопределённого времени.